# Resolució 1388 del Consell de Seguretat de les Nacions Unides
La Resolució 1388 del Consell de Seguretat de les Nacions Unides fou adoptada per unanimitat el 15 de gener de 2002. Després de recordar les resolucions 1267 (1999) i 1333 (2000) sobre la situació a l'Afganistan, el Consell, en virtut del Capítol VII de la Carta de les Nacions Unides, va aixecar les sancions contra Ariana Afghan Airlines, ja que l'aerolínia ja no estava controlada per o en representació dels talibans.
Les disposicions de la resolució també van rescindir les restriccions pel que fa a la companyia aèria, com ara la negativa de tots els estats a negar-se a autoritzar a les aerolínies Ariana Afghan Airlines a aterrar, enlairar-se o sobrevolar el seu territori; la congelació de fons i actius financers; i el tancament de les oficines de l'aerolínia en el seu territori.
Les sancions es van posar en marxa originalment per obligar el règim dels talibans a entregar Osama bin Laden que havia estat acusat pels Estats Units pels atemptats de 1998 a Kenya i Tanzània.